# Guichardippus
Guichardippus is een geslacht van rechtvleugeligen uit de familie veldsprinkhanen (Acrididae). De wetenschappelijke naam van dit geslacht is voor het eerst geldig gepubliceerd in 1959 door Dirsh.

## Soorten
Het geslacht Guichardippus  is monotypisch en omvat slechts de volgende soort:
- Guichardippus somalicus (Dirsh, 1959)